# سیارک ۵۶۹۱
سیارک ۵۶۹۱ (به انگلیسی: 5691 Fredwatson، نامگذاری:1992FD) پنج هزار و ششصد و نود و یکمین سیارک کشف شده‌است که در ۲۶ مارس ۱۹۹۲ کشف شد.